# Tsing Yi Lutheran Village
Tsing Yi Lutheran Village is een dorp op het eiland Tsing Yi, Hongkong. Het ligt vlak bij Chung Mei Village. In de jaren zestig moest het oorspronkelijke dorp gesloopt worden om plaats te maken voor nieuwbouw die de Hongkongse economie moest bevorderen. Het huidige dorp stamt dus uit de jaren zestig.
Het dorp heeft drie tempels terwijl de bouw van het nieuwe dorp in 1964 door Zweedse lutheranen (Lutheran friends in Sweden) werd gesponsord. Er is één tempel gewijd aan Bodhidharma (Tsing Tak Tong Dharmatempel/清德堂達摩廟). Verder zijn er twee daoïstische tempels in het dorp: Tai Yam Neong Neongtempel (太陰娘娘廟) en Tai Wongtempel (大王古廟). De eerstgenoemde daoïstische tempel is gewijd aan de Maangodin Chang'e. De Dharmatempel is in 1950 gebouwd en op de zijaltaren staan de beeltenissen van Sun Wukong en Chun Kwan.